# Zeno Robinson
Zeno Robinson, född 25 oktober 1993 i Los Angeles, är en amerikansk skådespelare.
Robinson har bland annat medverkat i TV-serierna Familjen Green i storstan, Ugglehuset och Pokémon – Den ultimata resan: Serien.

## Filmografi (i urval)
- 2018–2023 – Familjen Green i storstan (TV-serie)
- 2021–2022 – Pokémon – Den ultimata resan: Serien (TV-serie)
- 2021–2023 – Ugglehuset (TV-serie)